# Programa de Desenvolvimento de Flores e Plantas Ornamentais
O Programa de Desenvolvimento de Flores e Plantas Ornamentais - Proflores -  é um projeto de fomento agrícola do Ministério da Agricultura, iniciado em julho de 2001, com o objetivo de incrementar a produção e exportação de flores no Brasil.

## Histórico
Foi feita uma primeira parceria entre o estado, através da Agência de Promoção à Exportação e a ONG Ibraflor, representante dos produtores, em outubro do ano 2000, a fim de fortalecer as exportações do setor florícola do país, através de ações que habilitassem o setor ao mercado externo.
O programa teve seu início efetivo em 2001, com a pesquisa do mercado importador (inicialmente os países pesquisados foram Estados Unidos, Holanda, Alemanha e Japão), e no plano interno foram atendidos os doze pólos produtores já existentes.

## Pólos e ações internas
Os pólos produtores existentes eram o Rio Grande do Sul, Santa Catarina, Paraná, São Paulo (pólos SP-I e SP-II), Rio de Janeiro, Minas Gerais, Goiás e Distrito Federal (um pólo), Bahia e Espírito Santo (um), Pernambuco e Alagoas (um), Ceará e Região Norte.
As ações programadas são:
1. Pesquisa e desenvolvimento - a cargo da EMBRAPA
2. Assistência técnica aos produtores
3. Sistema de informações gerenciais e técnicas aos produtores, a cargo de instituições como o IBGE
4. Sistema de produção integrada de flores e plantas ornamentais.

Foi ainda instituída, em 2003, a Câmara Setorial da Cadeia Produtiva de Flores e Plantas Ornamentais, pelo Ministério da Agricultura. O Proflores conta ainda com a participação de universidades e empresas estaduais de fomento agrícola.